# Mount Wilson Observatory
Mount Wilson Observatory er et astronomisk observatorium nordøst for Los Angeles i California, USA.
Observatoriet ligger på toppen af Mount Wilson i en højde af 1.742 moh.
Edwin Hubbles opdagelse af andre galakser uden for vor egen, blev gjort med det 2,5m store Hooker-teleskop fra dette observatorium og offentliggjort 1. januar 1925. 
Senere opdagede han, sammen med Milton L. Humason, rødforskydning, der sandsynliggjorde at universet stadig udvides.